# Adolf von Catty

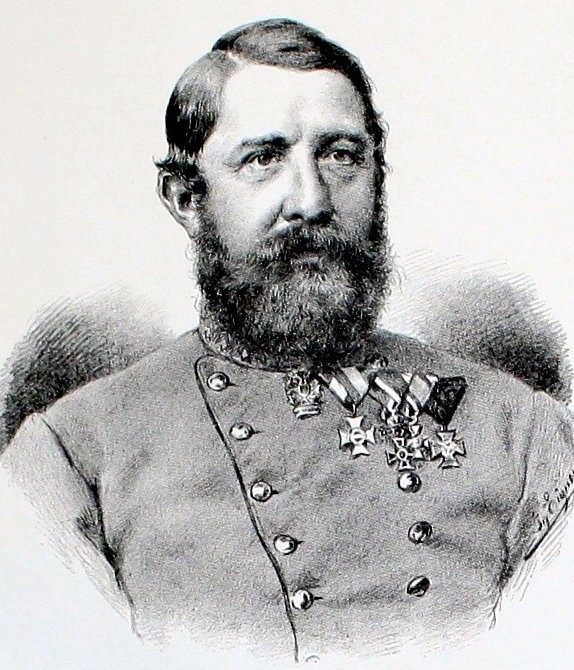
Adolf Freiherr von Catty

Adolf Freiherr von Catty (* 23. Oktober 1823 in Groß-Enzersdorf; † 9. Mai 1897 in Wien) war ein österreichischer Feldzeugmeister, Kommandant des 5. Armeekorps und Inhaber des Infanterieregiments Nr. 102 sowie Mitglied des Herrenhauses des österreichischen Reichsrats. 1862 wurde er in den Freiherrenstand erhoben.

## Leben

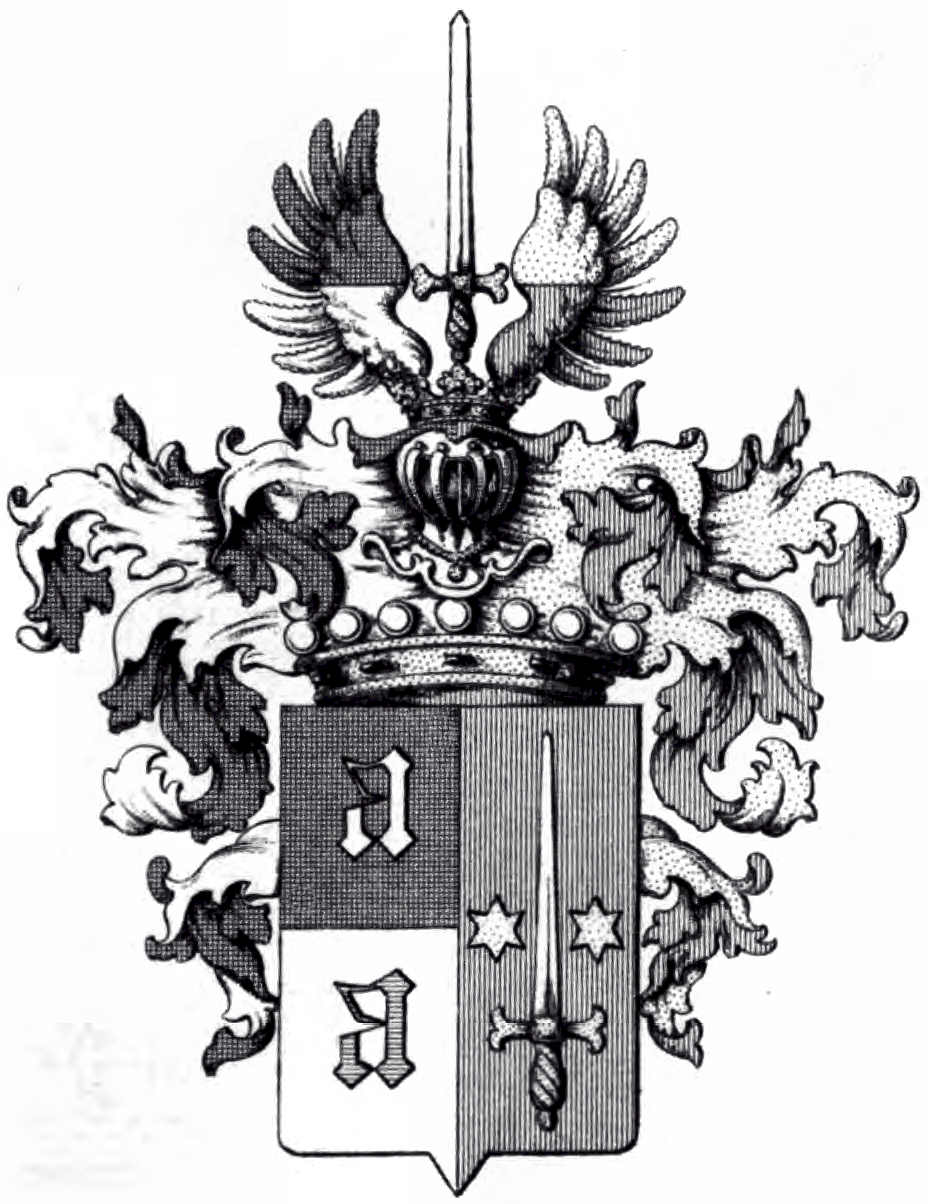
Wappen der Freiherrn von Catty 1862

Catty trat nach Absolvieren der Theresianischen Militärakademie in der Wiener Neustadt 1842 als Unterleutnant in das Heer ein, befand sich 1849 als Hauptmann im Generalquartiermeisterstab. Er kämpfte am 19. März 1849 bei Novosilice, wofür er das Militär-Verdienstkreuz erhielt. Anschließend wurde er bei Vorstoß gegen Munkacs am 22. April 1849 im Gefecht bei Podherning verwundet, kämpfte aber schon wieder im Gefecht bei Komorn. Von Ungarn kam er nach Schleswig-Holstein, dort kämpfte er während des 1. Schleswigschen Krieges von 1850 bis 1851. 
1856 wurde er zum Major und Chef des Generalstabes der III. Armee ernannt. Er kämpfte im Sardinischen Krieg am 7. und 8. Mai 1856 an der Eisenbahnbrücke bei Valenza, bei Magenta und Solferino. Bei Solferino konnte er die bereits verlorene Artillerie zurückerobern, wegen seiner Tapferkeit erhielt er die Rangerhöhung zum Oberstleutnant, am 20. Oktober 1859 das Ritterkreuz des Militär-Maria-Theresia-Ordens, sowie den Orden der Eisernen Krone III. Klasse und, im Stiftungsjahr 1858, mit dem Komturkreuz II. Klasse des Militär- und Zivildienst-Ordens Adolphs von Nassau geehrt, alsdann am 13. März 1862 in den Freiherrenstand erhoben.
Am 13. Mai 1862 erhielt er gemäß den Statuten des Militär-Maria-Theresia-Ordens den österreichischen Freiherrenstand. 
Als Oberst und Generalstabschef des 3. Armeekorps 1866 wurde er in der Schlacht bei Königgrätz bei einem Angriff des Regiments Roman-Banat unter seiner Führung gegen den Wald zwischen Lipa und Chlum schwer verwundet, danach mit dem Orden der Eisernen Krone II. Klasse, dem Ritterkreuz des Leopold-Ordens mit Kriegsdekoration und dem Militärverdienstkreuz mit Kriegsdekoration ausgezeichnet.
Nachdem Catty am 23. April 1869 (Rang vom 1. November 1870) zum Generalmajor avanciert war, wurde er mit Rang vom 25. Oktober 1875 Feldmarschallleutnant. Er sollte nach dem Tod des Chefs des Generalstabs der Armee Franz von John, dessen Stellvertreter der Freiherr gewesen war, 1876 diesen Posten übernehmen, doch wünschte sich der designierte Feldherr Erzherzog Albrecht einen „kalten, mehr berechnenden und dabei bestimmten Generalstabschef“ und bestimmte Anton Freiherr von Schönfeld zu diesem. Stattdessen wurde ihm der Posten des Kommandanten der 4. Infanterietruppendivision zu Brünn gegeben.
Der Feldmarschalleutnant wurde in Folge der Allerhöchsten Entschließung Kaiser Franz Joseph I. am 18. Oktober 1881 zum Militärkommandanten in Preßburg ernannt. Catty wurde 1883 zum Kommandanten des 5. Armeekorps sowie Inhaber des Infanterieregiments Nr. 102, schließlich am 1. November 1884 (Rang vom  28. Oktober 1884) zum Feldzeugmeister befördert. 
Nach seiner Pensionierung zum 1. März 1889 war er Mitglied des Herrenhauses auf Lebenszeit.
Der Feldzeugmeister wurde auf dem Wiener Zentralfriedhof beerdigt.
Ihm zu Ehren wurde von Franz Lehár der „Catty-Marsch“ komponiert.
Er war mit Johanna May (* 17. Mai 1830) verheiratet. Die Ehe war kinderlos.